# Antelope (1781)
Antelope fue un barco de mercancías construido para la Compañía Británica de las Indias Orientales (EIC) en 1781. Hizo un viaje para la compañía que terminó cuando naufragó el 10 de agosto de 1783 frente a la Isla de Ulong, cerca de la isla de Koror en Palaos. Dando como resultado el primer contacto sostenido de Europa con esas islas.

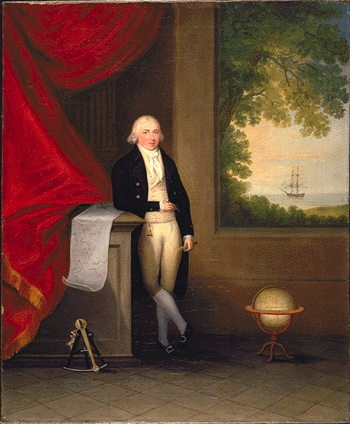
Capitán Henry Wilson, retrato de 1782 por Arthur William Devis.

El capitán Henry Wilson dejó el Downs el 6 de febrero de 1781 para organizar los despachos en China por la ruta del Pacífico. Sin embargo, Antelope no salió de Falmouth hasta el 2 de septiembre. [Nota 1] El 16 de diciembre se encontraba frente al Cabo de San Diego], Argentina, y el 2 de enero de 1782 se encontraba frente al Cabo de Hornos. Llegó al mar de Sulú el 23 de abril, a Cageyan Sulu el 30 de abril, a la Isla Balambangan el 14 de mayo y a Macao el 4 de junio. El 16 de septiembre de 1782, el Antelope salió de Calcuta.
Salió de Macao el 20 de julio de 1783 y naufragó el 10 de agosto en el arrecife cerca de las Islas Pelew, —estas no eran el Grupo de Islas Sir Edward Pellew. Las Islas Pelew es un antiguo nombre para—luego pasó algún tiempo en la Isla Oroolong (hoy Isla de Ulong) antes de que los nativos de otras islas de Palaos los encontraran. Con la ayuda de los nativos, Wilson y su tripulación utilizaron tablas del Antelope, y nuevos materiales, para construir un nuevo barco, al que llamaron el Oroolong. Abandonaron la isla el 12 de noviembre y regresaron a Macao el 30 de noviembre.
Un informe contemporáneo indicaba la ubicación del pecio en aproximadamente 7°19′N 134°40′E / 7.317, 134.667. Sin embargo, está al este de Palaos, y Ulong está al oeste de Palaos, a unos 7°17′00″N 134°16′57″E / 7.283274, 134.282627. El cálculo del Antelope parece haber estado fuera de lugar por unas 26 millas. 
El pintor Arthur William Devis era un pasajero de Antelope cuando naufragó.